# Leptolaimus longiseta
Leptolaimus longiseta is een rondwormensoort uit de familie van de Leptolaimidae. De wetenschappelijke naam van de soort is voor het eerst geldig gepubliceerd in 1934 door Allgén.